# Cyclophora carnearia
Cyclophora carnearia är en fjärilsart som beskrevs av De la Harpe 1855. Cyclophora carnearia ingår i släktet Cyclophora och familjen mätare. Inga underarter finns listade i Catalogue of Life.